# Less (Unix)
A less egy számítógépes parancs, mely megtalálható a Unixban, Windowsban és a Unix-szerű rendszerekben. A parancsot arra használják, hogy segítségével kilistázzák a szöveges állományok tartalmát. Funkciója hasonlít a more parancséhoz, kibővítve azzal, hogy ebben a kilistázásban lehetőség van az előre-hátra lapozásra.

## Története
A less parancsot először Mark Nudelman írta meg 1983-85 között. A parancs a more továbbfejlesztése, mely arra is törekedett, hogy az állomány tartalmán vissza is lehessen menni.
A less parancs jelenleg része a GNU projektnek és minden Unix rendszerben be van iktatva.

## Használata
A less parancs használható például egy olyan opciójával, mely kimutatja a kiírandó sorok számát is. Általában kevés opciója függ a használt operációs rendszertől.
Alapértelmezetten a less parancs az állomány tartalmát a standard kimenetre írta (egyszerre egy képernyő nagyságban). Gyakran egy pipe eredményét kapja meg a less parancs, és akkor ennek a tartalmát írja ki a képernyőre.
A parancs általános alakja:
```
less 
[options]
 
file_name
```

### Leggyakrabban használt opciók
- -g: kiemeli a keresett karaktereket, karakterláncot.
- -I: betűfüggetlen keresési mód.
- -M: Több információval listáz ki, mutatja az állomány pozícióját.
- -N: Kiírja a sorok számát.
- -S: Nem engedi meg a sortörést, a hosszabb sorok görgetéssel láthatóak.
- -?: A súgó megnyitása.

### Gyakran használt parancsok a kilistázott állományon
- [Nyílak]/[Page Up]/[Page Down]/[Home]/[End]: Lépegetésre.
- [Space bar]: Következő oldal.
- b: Előző oldal.
- ng: Ugorjon a n számú sorra. Alapértelmezetten ez az állomány eleje.
- nG: Ugorjon az n számú sorra. Alapértelmezetten az állomány vége.
- /minta: Keresi a mintat. Szabad használni reguláris kifejezéseket.
- n: Ugorjon a következő találatra.
- N: Ugorjon az előző találatra.
- mbetű: Megjelöli az aktuális pozíciót a betűvel.
- 'betű: Eltávolítja a megjelölést.
- '^ or g: Ugorjon az állomány elejére.
- '$ or G: Ugorjon az állomány végére.
- s: Mentse le az állományt.(Például ha ennek tartalmát a grep parancs használatával kaptuk meg)
- =: Állomány információ.
- F: Folyamatos olvasása az állománynak. Befejezéshez használjuk a Ctrl+C billentyűkombinációt.
- h: Súgó.
- q: Kilépés.

## Példák
```
less
 
-M
 
readme.txt
                     
#A "readme.txt" állomány olvasása.

less
 
+F
 
/var/log/mail.log
              
#Folyamatos olvasása a log állománynak

file
 
*
 
|
 
less
                          
#Egyszerű állomány kilistázás.

grep
 
-i
 
void
 
*.c
 
|
 
less
 
-I
 
-p
 
void
     
#Betűfüggetlen keresése a "void" szónak az összes .c állományban

```